# Tatiana Panova
Tatiana Urayevna Panova (nascida em 13 de agosto de 1976) é uma ex-tenista russa.